# イスラム教における死刑
イスラム教における死刑（いすらむきょうにおけるしけい）は、伝統的にシャリーア（イスラム法）によって規定されている死刑、または死刑制度のことを指す。これらの規定はクルアーン、ハディース文献、そしてスンナ（預言者ムハンマドの言行や生活習慣の記録）に由来している。シャリーアに基づく死刑はイスラム教徒が多数を占める国々で実施されている。

## 死刑判決を受ける可能性のある犯罪
ハディースとクルアーンの両方において、死刑が正当な刑罰とされる特定の犯罪が言及されている。死刑判決を受ける可能性がある犯罪については、殺人、ズィナー（イスラム教における結婚外での性行為（強姦、結婚前性行為、売春、同性間の性行為など）及び肛門性交のこと）などがある。またスンナ派のフィクフ（イスラーム法学）およびシーア派の法学においても、特定の種類の犯罪に対しては死刑が義務づけられている場合もある。

### キサース刑（イスラム教における同害報復刑）
キサース（قصاص）とは、シャリーアにおいて死刑が許可される刑罰の一つであり、死刑が適用される可能性のあるキサースは故意の殺人である。殺人があった場合、加害者が成人で知的に成熟しており、被害者と同等の身分である場合、シャリーアは、裁判所の承認があれば、遺族に対して加害者の命を奪う権利を認めているが、遺族が許した場合、死刑が実行されることはない。

### ハッド刑（固定刑）
ハッド刑とは、シャリーアにおいてクルアーンに明記された（と法学者により解釈されている）刑罰である。ハッド刑が適用される可能性のある犯罪は神（アッラー）のハッド（境界）を犯すものであり、重大な犯罪と見なされる。山賊行為（追い剥ぎ）、棄教などの一部のハッド刑はアッラーに対する罪とみなされ死刑が求められる。

### ディヤ
ディヤとは、シャリーアにおいて、殺人犯や傷害犯が裁判を回避するために遺族に支払う刑罰としての賠償金のことである。この制度に対しては、貧しい加害者は裁判を受けて、死刑に処される可能性がある一方で、裕福な加害者はキサース（報復権）に基づく賠償金を支払うことで裁判を受けることさえ免れてしまうという懸念が提起されている。また2012年にパキスタンで起きたシャーゼブ・カーン殺害事件は、この問題に特に注目を集めるきっかけとなった。

## 現代における死刑
イスラム国家は世界の死刑執行の割合の多くを占めている。2021年にアムネスティ・インターナショナルが報告したレポートによると記録された2020年に執行された処刑のうち88%はイラン、エジプト、イラク、サウジアラビアのいずれかの国で執行された。同団体は世界で一番処刑が執行されている国は中国であるとしているが、中国では統計が公表されていないために、この割合の中に中国で執行されたものは含まれていない。
サウジアラビア、パキスタン、イランなどのいくつかのイスラム国家ではキサースとハッド刑による死刑が法制度の一部として組み込まれている。また死刑判決が宣告される可能性はあるものの、何十年にも渡って死刑が執行されていないイスラム国家も存在する。アルジェリアやチュニジアもその一つの国であったのにも関わらず、近年になって死刑復活の動きが出てきつつある。

## 処刑方法
シャリーアでは公衆の面前での石打ち刑や斬首刑が処刑方法として認められており、現在でもサウジアラビア、イエメン、カタール、イラン、モーリタニアなどの国で法律として施行されている。しかし、石打ち刑や斬首刑は残酷な処刑方法として物議を醸しており、石打ちに関しては長い間施行されていない。
石打ち刑は以下のようなハディースにも見られる：

### イスラム教における斬首刑
斬首刑は近代以前までシャリーアにおける一般的な処刑方法だった。また、絞首刑と並んでオスマン帝国における一般的な処刑方法のひとつでもあった。極刑としての斬首刑は20世紀までイスラム国家、非イスラム国家に関わらず、よく執行されていた。適切に執行すれば、人道的で良心的な処刑方法だと考えられていた。
20世紀の終わりからほとんどの国では執行されなくなったが、サウジアラビアやカタール、イエメンでは今日でも合法的な処刑方法の一つだ。サウジアラビアのワッハーブ派政府が行うほとんどの処刑は公開処刑（詳しくはサウジアラビアにおける死刑を参照。）である。公開処刑をする際、ほとんどの場合は人だかりができるが、処刑を写真に収めたり、動画を撮ったりする行為は禁止されている（詳しくはサウジアラビアにおける検閲を参照。）。

#### 文献的解釈
クルアーンが斬首について言及しているかどうかについては議論がある。あるスーラ（章）は、戦争の文脈において斬首を正当化する根拠として用いられている。以下がそのアーヤである：
また古典的な注釈者の中でファフル・アルディーン・アルラーズィーは戦利品章の12節について、『敵の頭から手足の先まで、あらゆる手段で打ち倒すこと』を意味すると解釈している。
アル・クルトゥビは、「首を打て」という表現を、戦いの重大さと激しさを伝えるものとして解釈している。アル・クルトゥビ、アル・タバリー、そしてイブン・カシールにとって、この表現は戦闘中に限られた一時的な行為を意味しており、継続的な命令ではないことを示している。
一部の注釈者は、テロリストたちがこれらのスーラ（章）に対して異なる解釈を用いて、捕虜の斬首を正当化していると指摘している。さらに、レイチェル・サルームによれば、ムハンマド章第4節は、戦争に際しては寛大さや身代金による解放を勧めており、この節はムスリムたちが迫害を受け、生存のために戦わなければならなかった時代を背景としている。